# Flower of Night

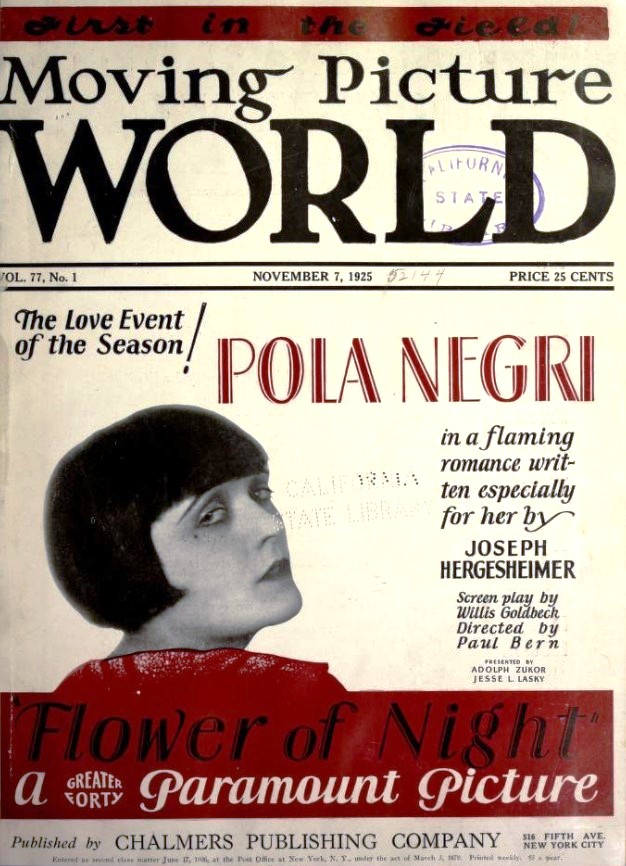
Annonce pour le film dans le magazine The Moving Picture World.

Flower of Night est un film américain réalisé par Paul Bern et sorti en 1925.

## Fiche technique
- Réalisation : Paul Bern
- Scénario : Willis Goldbeck d'après une histoire originale de Joseph Hergesheimer
- Producteurs : Adolph Zukor, Jesse Lasky
- Photographie : Bert Glennon
- Genre : Romance[1]
- Distributeur : Paramount Pictures
- Durée : 70 minutes (7 bobines)[2]
- Date de sortie : 
  - États-Unis : 18 octobre 1925

## Distribution

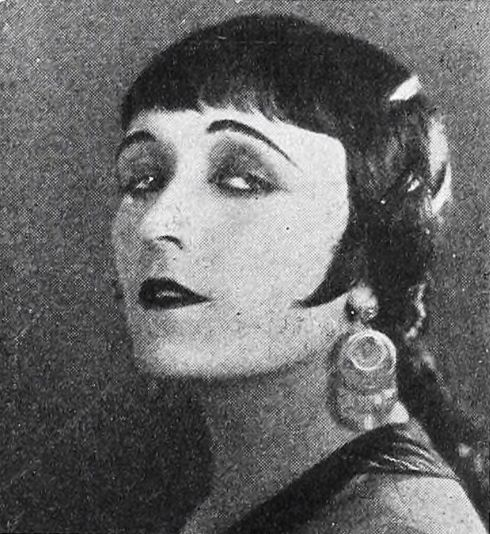
Pola Negri.

- Joseph J. Dowling : Don Geraldo y Villalón
- Pola Negri : Carlota, Don Geraldo's daughter
- Youcca Troubetzkoy : John Basset
- Warner Oland : Luke Rand
- Ed Brady : Derck Bylandt
- Eulalie Jensen : Mrs. Bylandt
- Cesare Gravina : Servant
- Gustav von Seyffertitz : Vigilante Leader
- Helen Lee Worthing : Josefa
- Anastasia Georgina Kissel
- Manuel Acosta
- Frankie Bailey
- Buck Black